# 알프스산아래 원로원

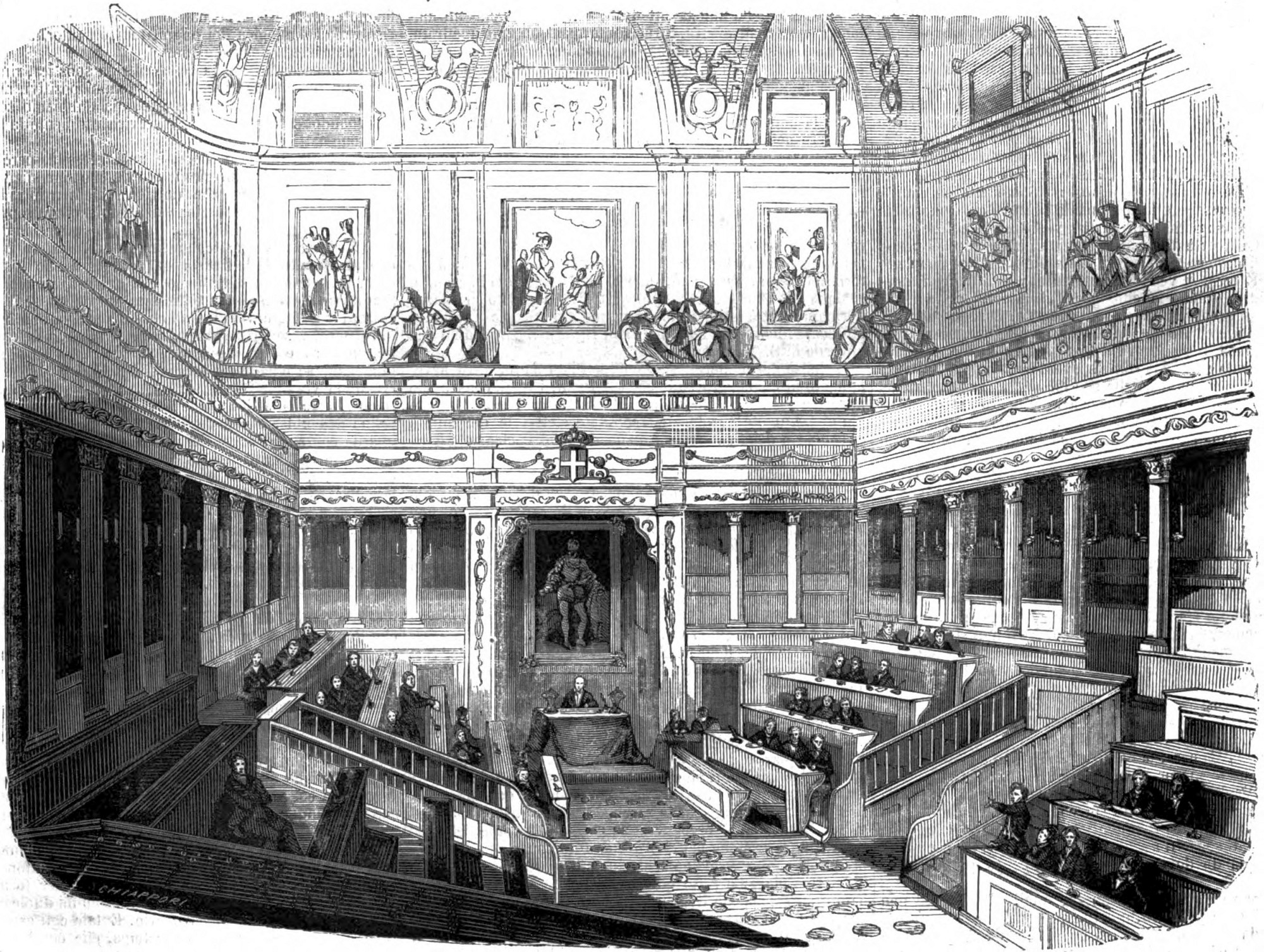
알프스산아래 상원

알프스산아래 원로원(이탈리아어: Senato Subalpino) 또는 알프스산아래 상원은 사르데냐 왕국의 상원이자 이 왕국의 양원제 의회의 두 의회 중 하나였으며, 다른 하나는 대의회였다. 사보이아 주들이 합병된 후 1848년에 설립되었다. 1861년 이탈리아가 통일되자 이탈리아 왕국의 상원이 되었다. 현재 이탈리아 상원의 직접적인 조상이다. 그 이름은 나폴레옹의 알프스산아래 공화국을 가리킨다.

## 같이 보기
- 쥬세페 발디타라
- 죠르쟈 멜로니
- 쥬세페 만노
- 이탈리아 공화국 상원
- 대의회 (사르데냐 왕국)
- 로마 원로원
- 알프스산아래 의회